# Рековац (община)
Рековац (серб. Рековац) — община в Сербии, входит в Поморавский округ.
Население общины составляет 12 122 человека (2007 год), плотность населения составляет 33 чел./км². Занимаемая площадь — 366 км², из них 63,3 % используется в промышленных целях.
Административный центр общины — город Рековац. Община Рековац состоит из 32 населённых пунктов, средняя площадь населённого пункта — 11,4 км².

## Статистика населения общины
| Год  | Население, чел. |
| ---- | --------------- |
| 1991 | 16 075          |
| 2001 | 13 760          |
| 2002 | 13 489          |
| 2003 | 13 213          |
| 2004 | 12 941          |
| 2005 | 12 662          |
| 2006 | 12 388          |
| 2007 | 12 122          |

## Известные уроженцы
- Янко Брашич[серб.] — народный художник и живописец, работавший в жанре наивного искусства, родом из села Опарич[серб.].